# 進藤喜平太
進藤 喜平太（しんどう きへいた/ しんとう きへいた、1851年1月6日（嘉永3年12月5日）- 1925年（大正14年）5月11日）は、明治-大正時代の国家主義者、政治家 、福岡藩士、衆議院議員 。玄洋社2代目社長。

## 経歴・人物
1851年1月6日（嘉永3年12月5日）筑前国（現：福岡県）で、福岡藩士・進藤栄助の子として生まれる。福岡藩校文武館にて学び、その後高場乱の興志塾にて学ぶ。1868年（明治元年）戊辰戦争に従軍。1869年（明治2年）箱田六輔らと就義隊を組織して福岡藩兵制改革を唱える。1875年（明治8年）武部小四郎、頭山満らと矯志社を結成して自由民権運動に参加。1876年（明治9年）萩の乱にて捕らえられる。釈放後、1879年（明治12年）箱田六輔らと向陽社（のち玄洋社）を設立。箱田六輔の死後社長となり「九州侍所の別当」と称された。第9回衆議院議員総選挙で福岡県福岡市選挙区から当選した平岡浩太郎の死去に伴い、1906年（明治39年）11月の補欠選挙に無投票で当選して、憲政本党に属し衆議院議員に1期在任した。1925年（大正14年）5月11日逝去。享年76。

## 親族
- 妻・まさ（1868年（明治元年）9月生） 
福岡県士族、山田譲兵衛の長女[7]。
- 養子・善太郎（1886年（明治19年）11月生） 
福岡県士族、進藤善兵衛の長男[7]。
- 長女・とよ（1895年（明治28年）6月生）[7]
- 次女・幸（1896年（明治29年）7月生）[7]
- 長男・龍馬（1898年（明治31年）2月生）[7]
京都帝国大学経済学部卒[8][9]。第一銀行元伏見支店長[9]。
  - 孫・龍生（1928年（昭和3年）1月生） 
長男・龍馬の次男[9]。玄洋社記念館元館長[10]。玄洋ビル元社長[11]。
    - 曽孫・久美子（生年不明） 
孫・龍生の娘[10]。九州産業大学芸術学部中退[11]。夫は大相撲第58代横綱千代の富士貢[10][11]。
      - 玄孫・秋元梢（1987年（昭和62年）7月27日） 
曽孫・久美子の次女[11]。モデル・タレント。
- 次男・次郎（1899年（明治32年）10月生）[7]
- 三男・威（1901年（明治34年）10月生） 
福岡県士族、尾西要太郎の養子[7]。
- 四男・一馬（1904年（明治37年）1月1日生）[12]
早稲田大学政治経済学部卒。昭和期の右翼活動家、政治家、玄洋社10代目社長。
- 五男・武夫（1906年（明治39年）2月生）[13]

## 関連文献
- 中野正剛『魂を吐く』金星堂、1938年。73頁。
- 桟比呂子『評伝 月形潔』海鳥社、2014年、191頁。
- 夢野久作『近世快人伝』葦書房、1995年、136頁。